# Поанас
Поанас (исп. Poanas) — муниципалитет в Мексике, входит в штат Дуранго. Население 23 466 человек.
Расположен на юго-востоке государства. Граничит с муниципалитетами Гуадалупе-Виктория и Куэнкаме на севере, Висенте-Гуэрреро на юге, Дуранго и Номбре-де-Диос на западе и со штатом Сакатекас на востоке.
Главный город — Вилла-Унион

## История
Муниципалитет основан в 1884 году .